# Benzin
Benzin är en singel av bandet Rammstein från albumet Rosenrot. Låten gick under arbetsnamnet "Student" och debuterade live den 23 juni 2005. Låten handlar om den märkbara höjningen av bensinpriserna. I låten används ordet Gasolin, vilket inte existerar inom det tyska språket. Det är helt enkelt en "förtyskning" av det engelska ordet Gasoline. När bandet uppträdde live var detta länge den enda låten från albumet som spelades. Detta ändrades dock i november och december 2010 när bandet uppträdde med låten "Te quiero puta!" i Chile, Argentina och Mexiko.
Paul Landers beskriver valet av singeln på följande sätt:
| ”              | Att välja ut en låt till att bli en singel är alltid svårt. Det beror ofta på många faktorer och vad som kommer härnäst. Dock så bestämde vi oss nyligen för välja låtar som vi alla tyckte om. I fallet med "Benzin" så sa alla bara "Okej, vi gillar den!". | „ |
| – Paul Landers | |   |

## Låtlista
1. "Benzin" – 3:47
2. "Benzin (Combustion Remix)" (Remix av Meshuggah) – 5:05
3. "Benzin (Smallstars Remix)" (Remix av Ad Rock) – 3:45
4. "Benzin (Kerosinii Remix)" (Remix av Apocalyptica) – 3:48